# Tehachapi Loop

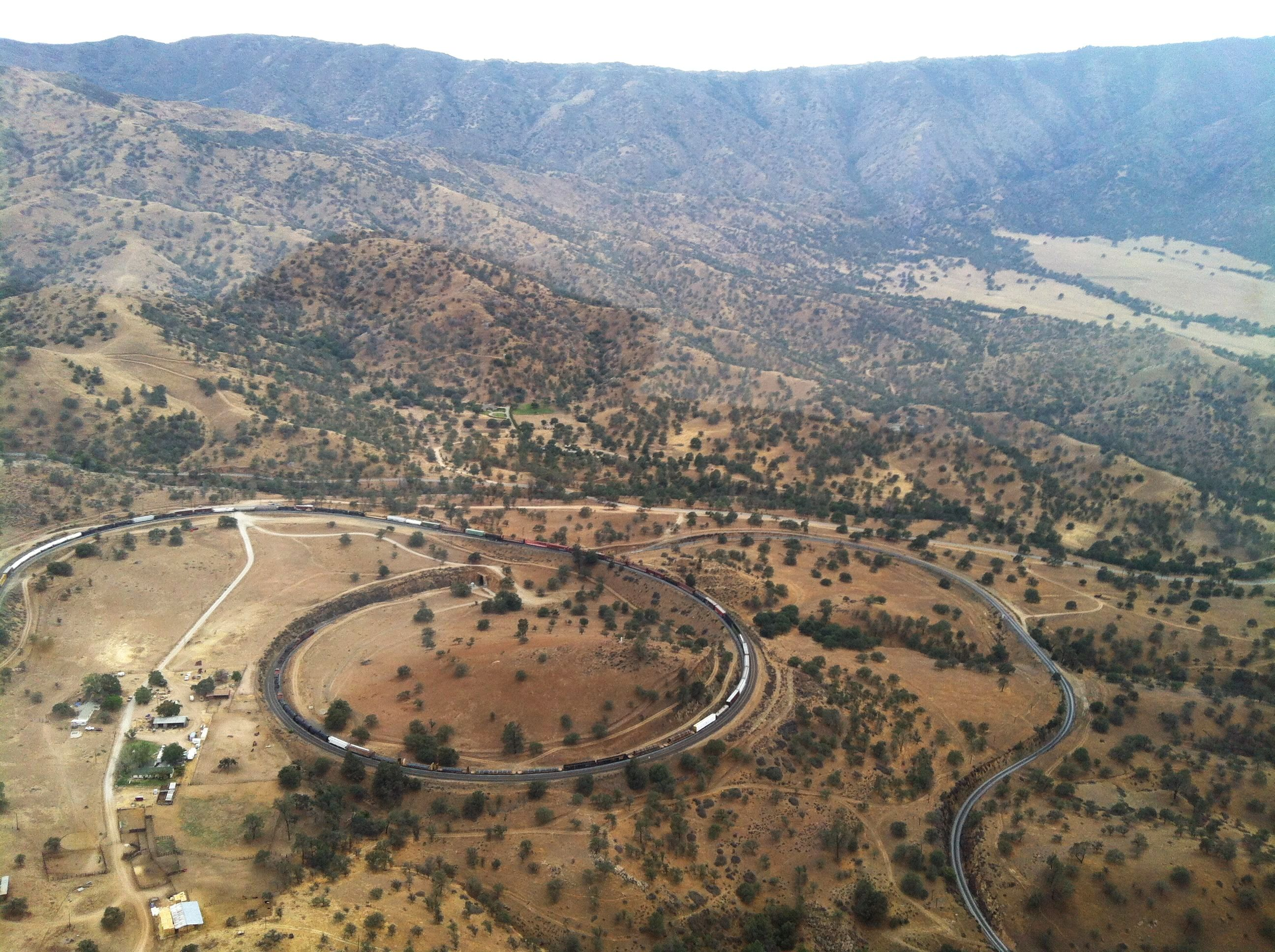
Letecká fotka Tehachapi Loop

Tehachapi Loop je 1,17 km dlouhá kolejová spirála na železniční trati Union Pacific Railroad, která vede přes průsmyk Tehachapi v pohoří Tehachapi Mountains v okresu Kern, v jižní centrální Kalifornii, ve Spojených státech amerických.
Trať spojuje město Bakersfield, ležící v údolí San Joaquin Valley, s městem Mojave v Mohavské poušti. Délka trati je zhruba 45 km a překonává výškový rozdíl okolo 1000 m. Přitom stoupání trati je v průměru 2,2 %. Jezdí zde denně v průměru až 40 vlaků. Linka je jednou z nejrušnějších jednokolejných tratí na světě. Se svým množstvím vlaků a velkolepou scenérií je spirála jednou z hlavních rarit této oblasti.
V roce 1998 byla spirála vyhlášena národní kulturní stavební památkou a je dnes v Kalifornii historickým orientačním bodem # 508.

## Historie
Společnost Southern Pacific Railroad postavila celou trať se spirálou v letech 1874–1876. Projektanty této stavby byli Arthur De Wint Foote a hlavní inženýr projektu William Hood. Na stavbě trati pracovalo až 3000 dělníků z Číny, přičemž stavbu vedl americký stavební inženýr J. B. Harris.
Na spirále přechází trať přes sebe, čímž se snižuje její stoupání. Spirála je vysoká 23 m a stoupání trati je stále 2 %. Průměr spirály je přibližně 350–370 metrů. Na celé trati bylo vybudováno 18 tunelů, deset mostů a velký počet vodojemů pro zásobování parních lokomotiv vodou.
V dolní části spirály prochází trať tunelem č. 9, což je devátý tunel ve směru od Bakersfieldu. Projíždějící vlak, který je dlouhý více než 1200 m, ve spirále přejíždí sám nad sebou. Vedlejší kolej ve spirále je známá jako Walong. Své jméno dostala podle traťmistra v Southern Pacific districtu W. A. Longa.
Velký bílý kříž, stojící na vrcholu kopce ve středu spirály byl postaven na památku dvou zaměstnanců Southern Pacific Railroad, kteří zahynuli 12. května 1989 při vykolejení vlaku.
V nedalekém městečku Tehachapi je zřízeno železniční muzeum.